# Lacul de acumulare Kameanske
Lacul de acumulare Kameanske (în ucraineană Кам'янське водосховище, transliterat: Kamians'ke vodoshovîșce) este un lac de acumulare situat în cursul inferior al râului Nipru din Ucraina. Numit după orașul Kameanske, acesta are o suprafață totală de 567 km2 în regiunea Dnipropetrovsk. A fost creat în 1963-1965. Lacul este utilizat în principal pentru generarea de energie hidroelectrică, transport, piscicultură și consum uman.

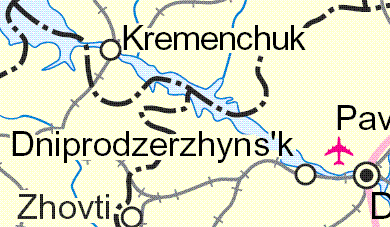
Harta lacului de acumulare Kameanske cu numele din trecut al orașului

Lacul are 114 km lungime, 5 km în lățime (8 km max.); are o adâncime de 15 m și un volum de 2,45 km³. În timpul iernii lacul îngheață.